# Stigmella ogygia
Stigmella ogygia là một loài bướm đêm thuộc họ Nepticulidae. Nó được tìm thấy ở New Zealand.
Chiều dài cánh trước khoảng 3 mm. Con trưởng thành bay vào tháng 3, tháng 7 và từ tháng 9 đến tháng 12. Reared specimens hatched in tháng 1, tháng 4, tháng 5 và tháng 8. There are probably continuous generations throughout the year.
Ấu trùng ăn Senecio biserratus và Senecio minimus. Chúng ăn lá nơi chúng làm tổ. 